# Régis Ghesquière
Régis Ghesquière (Moeskroen, 15 juli 1949 – aldaar, 22 april 2015) was een Belgische atleet, aangesloten bij KAA Gent, die de tienkamp en zevenkamp beoefende. Hij nam tweemaal deel aan de Olympische Spelen, maar veroverde bij die gelegenheden geen medailles.
Ghesquière overleed op 65-jarige leeftijd aan de gevolgen van een beroerte.

## Belgische kampioenschappen
| Onderdeel | Jaar                   |
| --------- | ---------------------- |
| tienkamp  | 1972, 1974, 1975, 1977 |

## Statistieken

### Persoonlijk record
| Onderdeel | Prestatie | Datum        | Plaats |
| --------- | --------- | ------------ | ------ |
| tienkamp  | 7765 p    | 17 juni 1973 | Erfurt |

## Palmares

### tienkamp
- 1971: 20e EK in Helsinki - 7157 p
- 1972:  BK AC - 7391 p
- 1972: 11e OS in München - 7675 p
- 1974:  BK AC - 7669 p
- 1974: 10e EK in Rome - 7591 p
- 1975:  BK AC - 7487 p
- 1976: DNF OS in Montreal
- 1977:  BK AC - 7575 p

## Onderscheidingen
- Gouden Spike - 1973